# Dours
Dours ist eine französische Gemeinde im Département Hautes-Pyrénées in der Region Okzitanien in den Vor-Pyrenäen. Sie zählt 219 Einwohner (Stand 1. Januar 2022), die sich „Doursois(es)“ nennen.

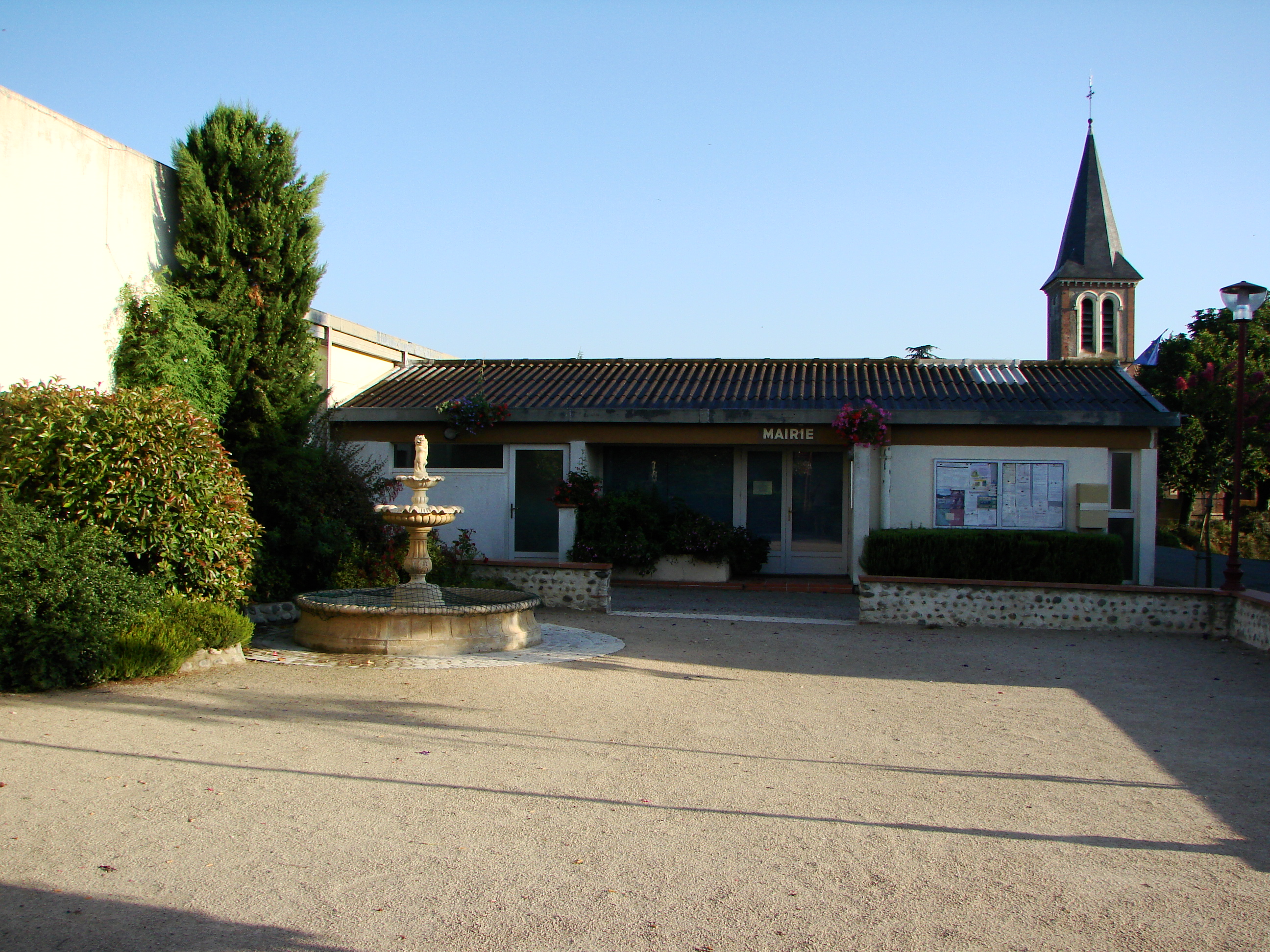
Mairie von Dours

## Geografie
Dours liegt etwa zehn Kilometer nordöstlich der Stadt Tarbes. Im Süden befindet sich die Gemeinde Sabalos.

## Geschichte
Früher hieß die Gemeinde Dours en Bigorre.

## Demographie
| Jahr      | 1962 | 1968 | 1975 | 1982 | 1990 | 1999 | 2016 |
| --------- | ---- | ---- | ---- | ---- | ---- | ---- | ---- |
| Einwohner | 170  | 173  | 141  | 143  | 141  | 183  | 226  |